# Reichertsried (Kottgeisering)
Reichertsried ist ein Ortsteil der Gemeinde Kottgeisering im oberbayerischen Landkreis Fürstenfeldbruck. 
Die Einöde liegt circa eineinhalb Kilometer nördlich von Kottgeisering und ist über die Kreisstraße FFB 6 zu erreichen. 